# Nymphaea thermarum
Nymphaea thermarum es el lirio de agua más pequeño del mundo. Las hojas de N. thermarum pueden medir solo 1 cm (0.39 pulgadas) de ancho, menos del 10% del ancho de la siguiente especie más pequeña en el género Nymphaea (aunque generalmente son de aproximadamente 2 cm (0.79 pulgadas) o 3 cm (1.2 pulgadas)). En comparación, el lirio de agua más grande tiene hojas que pueden alcanzar 3 metros (9.8 pies). Todas las plantas silvestres se perdieron debido a la destrucción de su hábitat natural, pero se salvó de la extinción cuando se cultivó a partir de semillas en el Royal Botanic Gardens de Kew en 2009. En enero de 2014, un lirio de agua superviviente fue robado de los Royal Botanic Gardens en el Reino Unido

## Taxonomía
Nymphaea thermarum fue descubierto en 1987 por el botánico alemán Eberhard Fischer. El epíteto específico, thermarum, se refiere a la fuente termal y la temperatura que proporcionó su hábitat natural. No hay nombres comunes para la planta, aunque el Royal Botanic Gardens lo llama informalmente "lirio de agua de Ruanda enano".

## Descripción
Nymphaea thermarum forma rosetas de 20 a 30 cm (7.9 a 11.8 pulgadas) de ancho, con hojas verdes brillantes que crecen en pecíolos cortos. Las flores son muy pequeñas y blancas con estambres amarillos, con las flores en posición vertical a unos pocos centímetros por encima de la planta. Pueden autopolinizarse, y después de florecer, el tallo de la flor se dobla para que la fruta entre en contacto con el suelo. Los sépalos son ligeramente peludos y tan grandes como los pétalos de la flor. La planta florece en días tropicales y muestra patrones de floración protogínea, que se abre temprano en la mañana el primer día con funcionamiento floral femenino, se cierra a primera hora de la tarde y se abre en el segundo día con funcionalidad masculina. Está en el subgénero Brachyceras de Nymphaea, aunque las hojas son más típicas del subgénero Nymphaea. Aparentemente no forma tubérculos. Las semillas son grandes para las plantas en el subgénero Brachyceras.

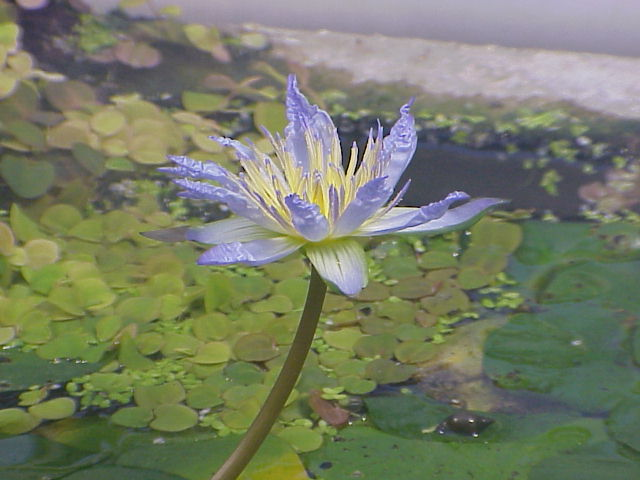
Floración de N. thermarum

## Historia
El hábitat nativo de la planta era suelo húmedo formado por el desbordamiento de una fuente termal de agua dulce en Mashyuza, Ruanda. Se extinguió en la naturaleza alrededor de 2008 cuando los agricultores locales comenzaron a usar las aguas para la agricultura. Los granjeros cortaron el flujo de agua, lo cual secó la pequeña área - sólo unos pocos metros cuadrados- que era el hábitat de la planta. Antes de que las plantas se extinguieran, Fischer envió algunos especímenes al jardín botánico Bonn Botanic Gardens cuando vio que su hábitat era tan frágil. Las plantas se mantuvieron vivas en los jardines, pero los botánicos no pudieron resolver el problema de propagarlas de la semilla.
Los botánicos no pudieron germinar ninguna semilla hasta que Carlos Magdalena, en Kew, descubrió la solución, solo después de haber reducido sus últimas 20 semillas. Al colocar las semillas y las plántulas en macetas de marga rodeadas de agua del mismo nivel en un entorno de 25 °C, ocho comenzaron a florecer y madurar en cuestión de semanas y en noviembre de 2009, los nenúfares florecieron por primera vez. Las especies de Nymphaea típicamente germinan en las profundidades del agua. Las semillas de N. thermarum son diferentes, necesitan CO2 para germinar. Una vez que Magdalena entendió esa diferencia, pudo germinar las primeras semillas. Durante este tiempo, una rata había comido una de las dos últimas plantas supervivientes en Alemania. Con el problema de la germinación resuelto, Magdalena afirmó que las plantas pequeñas son fáciles de cultivar, lo que le da el potencial de ser cultivada como una planta de interior.